# Blidi Wreh-Wilson
Blidi Bertrand Wreh-Wilson (Edinboro, 5 dicembre 1989) è un giocatore di football americano statunitense che gioca nel ruolo di cornerback per gli Atlanta Falcons della National Football League (NFL). Fu scelto nel corso del terzo giro (70º assoluto) del Draft NFL 2013 dai Tennessee Titans. Al college ha giocato a football all’Università del Connecticut.

## Carriera professionistica

### Tennessee Titans
Wreh Wilson fu scelto nel corso del terzo giro del Draft 2013 dai Tennessee Titans. Debuttò come professionista nella settimana 1 contro i Pittsburgh Steelers. La sua stagione da rookie si concluse con 13 tackle e un fumble forzato in 13 presenze, nessuna delle quali come titolare. Nella successiva trovò maggior spazio giocando 11 gare tutte come partente e totalizzando 57 tackle e un intercetto nella settimana 6 contro i Jacksonville Jaguars che ritornò per 34 yard.

## Palmarès

### Franchigia
- National Football Conference Championship: 1

Atlanta Falcons: 2016

## Statistiche
| Partite totali      | 24 |
| Partite da titolare | 11 |
| Tackle              | 70 |
| Sack                | 0  |
| Intercetti          | 1  |
| Fumble forzati      | 1  |

Statistiche aggiornate alla stagione 2014